# Converting Vegetarians
Converting Vegeatarians er Infected Mushrooms fjerde album, fra 2003. Det er et dobbelt album.

## Trackliste

### CD 1: Trance side
1. . "Albibeno"
2. . "Hush Mail"
3. . "Apogiffa Night"
4. . "Song Pong"
5. . "Chaplin"
6. . "Echonomix"
7. . "Scorpion Frog"
8. . "Deeply Disturbed"
9. . "Semi Nice"
10. . "Yanko Pitch"

### CD 2: The other side
1. . "Converting Vegetarians"
2. . "Elation Station"
3. . "Drop Out"
4. . "Avratz"
5. . "Blink"
6. . "Shakawkaw"
7. . "Pletztura"
8. . "I Wish"
9. . "Ballerium"
10. . "Selec'ta"
11. . "Illuminaughty"
12. . "Jeenge"
13. . "Elevation"